# Suanne Braun
Suanne Braun (29 de febrero de 1968) es una actriz y presentadora sudafricana, radicada en Londres.

## Carrera
Braun hizo su debut profesional en 1988 trabajando como presentadora de televisión en su Sudáfrica natal. Durante cinco años fue anfitriona de la serie de viajes Bon Voyage. Fue una de las presentadoras de los certámenes Miss Sudáfrica y Miss Mundo durante tres años consecutivos a principios de la década de 1990, y recibió el premio People's Choice como la mujer más bella de Sudáfrica en 1993.
Después de una breve visita a los Estados Unidos, Braun firmó un contrato con la agencia William Morris y decidió quedarse en el país durante algún tiempo. Figuró en varios programas de televisión y producciones teatrales estadounidenses, como Just Shoot Me, Prowler, FX-the series y Stargate SG-1, en la que interpretó a la diosa Hathor. Su último papel recurrente en series de televisión fue en la polémica serie Starhyke, filmada en 2004 y finalmente emitida en 2011.

### Reino Unido
Desde que se mudó a Londres, Braun ha seguido trabajando en teatro y televisión. Sus créditos teatrales incluyen los papeles de Tanya en Mamma Mia y de Fraulein Kost en la premiada producción de Rufus Norris de Cabaret. Apareció en el estreno en el Reino Unido del musical Bernada Alba, que se estrenó en el Union Theatre de Londres en 2011.
Braun también ha regresado a sus raíces en varias ocasiones como anfitriona de eventos de gala, eventos de alfombra roja (incluyendo los Premios de la Academia) y una transmisión para The West Wing - City Live en el año 2000. Más recientemente participó en el musical Singin' in the Rain en Londres y en la película estadounidense The Princess Switch.

## Filmografía destacada

### Cine y televisión
- Starhyke
- No Signal!
- Just Shoot Me!
- Stargate SG-1
- F/X: The Series
- Wings
- Silk Stalkings
- The Big Time
- Red Dwarf XI
- The Princess Switch